# Bernd Schuster
Pour les articles homonymes, voir Schuster.
Bernd Schuster, né le 22 décembre 1959 à Augsbourg en Allemagne, est un footballeur international allemand (RFA à l'époque), reconverti comme entraîneur.
Jouant au poste de Milieu offensif, il est le meneur de jeu de trois des plus grands clubs espagnols : le FC Barcelone, le Real Madrid et de l'Atlético de Madrid. Avec l'équipe d'Allemagne, il remporte l'Euro 1980 à l'âge de vingt ans. À la suite d'un conflit profond avec le capitaine de l'époque, Paul Breitner, Bernd Schuster décide de mettre un terme à sa carrière internationale à l'âge de vingt-cinq ans.
Bernd Schuster s'est reconverti à partir de 1997 comme entraîneur, ce qui lui vaut d'entraîner notamment entre juillet 2007 et décembre 2008, le Real Madrid.

## Biographie

### Débuts
Bernd Schuster commence sa carrière à 11 ans dans un club de sa ville natale le S.V. Hammerschmiede Augsburg e. V où jouait son père Dieter. Il reste cinq ans dans ce club avant d'être repéré par le FC Augsbourg, le grand club de la ville qui évolue en deuxième division. Il y signe à l'âge de seize ans.
Dans ce club, il évolue dans l'équipe jeune (les moins de 19 ans) qui joue dans le championnat de Bavière. Durant cette première saison, il est convoqué pour la première fois en équipe nationale de RFA dans la catégorie des moins de 18 ans. Durant la seconde saison, son équipe est sacrée championne de Bavière (en) en battant l'équipe jeune du 1. FC Nuremberg qui est quadruple tenante du titre 1-0 sur un but de Schuster. Il ne joue pas un match en équipe première durant ces deux saisons,. 
Après ces deux saisons, il est sollicité par plusieurs clubs de Bundesliga. Le premier club intéressé est le Borussia Mönchengladbach mais le transfert ne se fait pas. Il préférerait signer avec le Bayern Munich, grâce à la proximité géographique avec Augsbourg et parce qu'il est fan de ce club. Finalement, il signe au FC Cologne qui vient de signer le doublé coupe-championnat,.

### FC Cologne
Schuster récupère le numéro 10 de Wolfgang Overath, légende du club, qui vient d'arrêter sa carrière. Il est alors considéré comme son successeur. Il dispute son premier match sous ses nouvelles couleurs le 21 octobre 1978, lors de la 10e journée de Bundesliga face à l'Eintracht Francfort. Il entre en jeu à la mi-temps en remplacement de Dieter Prestin et son équipe s'incline 0-2 à domicile. À l'issue de ce match, il est appelé par la sélection des moins de 21 ans de RFA. Il va alors s'imposer comme titulaire indiscutable de Cologne puisqu'il dispute 23 des 24 matchs suivants en championnat. Il marque son premier but professionnel lors du match opposant le Werder Brême à son équipe le 12 mai 1979, ce qui permet à son équipe de faire match nul (1-1). Quelques jours après, il est appelé par Jupp Derwall le sélectionneur de l'équipe de RFA et étrenne sa première sélection à Dublin, où la RFA s'impose 3-1 face à l'Irlande. Sur le plan collectif, son club délaisse les compétitions nationales (6e en championnat et 8e de finale de coupe) pour se concentrer sur la Ligue des champions où il s'incline en demi-finale (3-3, 0-1) face au futur vainqueur, le club anglais de Nottingham Forest. 
Lors de sa seconde saison à Cologne, Schuster continue sa progression et marque 9 buts en championnat, dont le but de la victoire (à la 89e minute) sur le terrain du Bayern Munich lors de la 10e journée, pour ce qui est la seule défaite à domicile du futur champion. Sa fin de saison est difficile, à la suite du départ de l'entraîneur Hennes Weisweiler au New York Cosmos, puisqu'il ne s'entend pas avec son successeur Heddergott (en). Son équipe atteint la finale de la coupe d'Allemagne et s'incline 2-1 face au Fortuna Düsseldorf. Il veut poursuivre sa carrière avec Weisweiler au Cosmos mais cela ne se fait pas. Schuster qui durant cette saison honore cinq sélections est appelé pour disputer le Championnat d'Europe disputé en Italie. Il joue deux des quatre matchs (dont la finale) du sacre allemand décroché à la faveur d'une victoire 2-1 sur la Belgique. C'est son premier titre décroché en seniors.
Il veut toujours partir aux États-Unis, mais la ligue n'est pas intéressée. Le championnat reprenant, il dispute les cinq premiers matchs de la saison avec Cologne. Le 7 septembre 1980, il est transféré au FC Barcelone pour la somme de 40 millions de pesetas, soit le lendemain de son dernier match disputé avec Cologne, joué sur le terrain du TSV Munich 1860.

### FC Barcelone

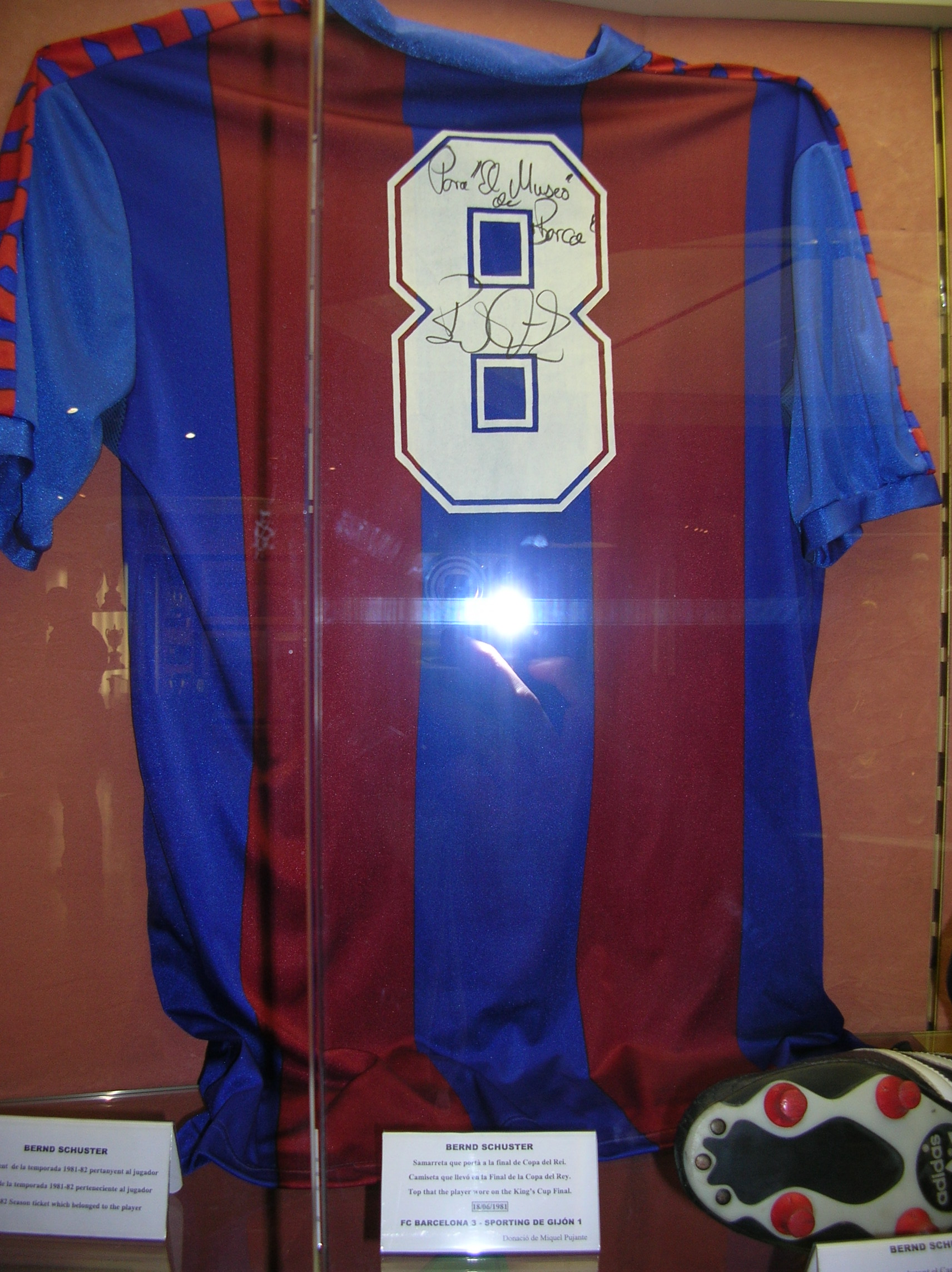
Le maillot blaugrana de Bernd Schuster exposé au Musée du FC Barcelone.

Bernd Schuster dispute son premier match avec le FC Barcelone, le 2 novembre 1980, sur le terrain de l'Hércules Alicante. Ce match gagné 1-0 est le seul disputé par l'Allemand sous la direction de László Kubala puisqu'il est débarqué quelques jours après, à la suite de la large défaite de Barcelone sur son terrain, face au FC Cologne en Coupe de l'UEFA sur le score de 4-0, ce qui permet aux Allemands d'effacer leur défaite du match aller à domicile (1-0). À la fin de l'année, Schuster termine deuxième classement du Ballon d'or derrière Karl-Heinz Rummenigge et devant Michel Platini. En championnat, l'équipe 11e au moment du départ de Kubala, se redresse et pointe à la deuxième place à deux points seulement de l'Atlético de Madrid à l'issue de la 26e journée grâce à la victoire 6-0 sur Herculès. Schuster marque un but et Quini en marque deux. À l'issue de ce match Quini est enlevé, il sera libéré le 25 mars. Pendant ce temps-là, le Barça va s'écrouler en ne prenant qu'un point en trois matchs. Le retard sur l'Atlético est alors de quatre points. Après sa libération, le club aligne deux victoires, un nul et deux défaites (dont une 3-0 au Real Madrid) mais termine le championnat à la cinquième place, soit la première non-européenne. Il reste la coupe du Roi, qui commence après la fin du championnat, pour sauver la saison et se qualifier pour une compétition européenne. Au premier tour, le Barça élimine la Castilla du Real Madrid, puis le Rayo Vallecano, et l'Athletic Bilbao, à chaque fois en gagnant les deux matchs. En finale, grâce notamment à un doublé de Quini, le club catalan s'impose 3-1 face au Sporting Gijon, ce qui permet à Schuster de gagner son premier trophée en club.
La saison 1981-1982 débute de façon idéale pour le joueur allemand qui marque quatre buts lors des trois premières journées du championnat. Au bout de 14 journées, le club catalan est en tête du championnat et Schuster a déjà marqué huit buts en championnat. La journée suivante, les Catalans se déplacent au stade San Mamés l'antre de l'Athletic Bilbao. À la 26e minute de ce match, Andoni Goikoetxea blesse gravement l'Allemand en lui cassant le genou. Sa saison est terminée à l'issue de ce match. Quelques jours après, il termine troisième au classement du Ballon d'or derrière Karl-Heinz Rummenigge et Paul Breitner ses coéquipiers en sélection. Son équipe finit deuxième du championnat derrière la Real Sociedad qui fait le doublé. Schuster qui a également disputé quatre matchs et marqué deux buts lors de la campagne européenne, voit son équipe gagner la coupe des coupes en battant 2-1 le Standard de Liège lors de la finale qui se dispute au Camp Nou, ce qui permet au Barca d'être la première équipe à gagner une coupe des vainqueurs de coupes dans son propre stade. Non rétabli, il ne dispute pas la coupe du monde 1982.
Pour la troisième saison de Schuster au club, le jeune prodige argentin Diego Maradona arrive dans le club catalan. Le Barça après une défaite dès le premier match à l'Estadio de Mestalla du FC Valence et seulement une victoire lors des cinq premiers matchs remonte progressivement et prend la tête du championnat grâce notamment à des victoires chez deux principaux rivaux : le Real Madrid et l'Espanyol de Barcelone, mais une fin de championnat catastrophique (trois victoires lors des dix derniers matchs) font que les Catalans finissent quatrième du championnat. Lors de la supercoupe d'Europe, les Catalans vainqueurs au match aller 1-0 d'Aston Villa s'inclinent 3-0 après prolongation chez le club vainqueur de la Coupe des clubs champions. Schuster auteur de cinq buts en cinq matchs lors de la défense du titre de la coupe des coupes ne peut empêcher l'élimination du club en quart de finale face à l'Austria Vienne. Dans les coupes nationales, Barcelone s'illustre en fin de saison, en gagnant la Coupe du Roi puis la coupe de la Ligue espagnole en disposant à ces deux occasions du Real Madrid que Barcelone aura battu quatre fois (plus un nul) lors de cette saison, Schuster étant titulaire lors de ces matchs.
Pour la saison 1983-1984, Barcelone sous la conduite de César Luis Menotti espère enfin être champion, dix ans après leur dernier sacre. Maradona et Schuster devant permettre au club de renouer avec ce titre. Mais les deux joueurs n'évolueront que 13 des 34 matchs de championnat ensemble. Tout d'abord, l'Argentin est blessé à la cheville par Goikoetxea, qui l'écarte plusieurs mois des terrains, le 24 septembre lors de la victoire 4-0 des Catalans face à Bilbao. C'est le même joueur qui avait blessé deux ans auparavant Schuster. L'Allemand se blesse à son tour, lors de la 7e journée et manque 7 matchs de championnat plus la supercoupe d'Espagne gagnée par son équipe aux dépens de Bilbao. Sur le plan personnel, Schuster auteur d'un seul but jusqu'à la 21e journée en marque 6 lors des 8 journées suivantes, le dernier à la 29e journée lors de la victoire 1-0 sur le terrain de la Real Sociedad qui est son dernier match de la saison. Cela ne suffira pas, puisque Barcelone ne finit le championnat qu'à la troisième place à 1 point de Bilbao alors que le club finit meilleure attaque et meilleure défense du championnat. 
Lors des coupes nationales, cela ne se passe pas mieux, puisque les Barcelonais s'inclinent en demi-finales de coupe de la ligue face à l'Atlético de Madrid (deux défaites 2-1 en menant au score à chaque fois) et en finale de la coupe du Roi lors d'un match marqué par une bagarre générale due à Maradona qui retrouvait Andoni Goikoetxea, qui lui a fait manquer plusieurs mois de compétition. C'est à la fin de cette saison, qu'il prend sa retraite internationale à 24 ans en raison de différends avec le sélectionneur Jupp Derwall et des joueurs comme Paul Breitner et Karl-Heinz Rummenigge.

### En équipe nationale

Composition des équipes au coup d'envoi de la finale de l'Euro 1980

De 1979 à 1984, Schuster a obtenu 21 sélections dans l'équipe d'Allemagne, il a marqué 4 buts.
Il a commencé sa carrière en équipe nationale en mai 1979 à l’occasion d’un match contre l'équipe d'Irlande et l'a terminée en février 1984 avec un match contre l'équipe de Belgique.
Schuster a remporté le Championnat d'Europe de football 1980. Cependant, après ce succès obtenu à l'âge de 20 ans seulement, il ne participera plus à aucune phase finale de l'Euro ou de la Coupe du monde pour son pays, pour cause de conflit ouvert avec Paul Breitner qui avait effectué son retour en sélection pour la Coupe du monde 1982.

### Carrière d'entraîneur
Après avoir raccroché les crampons, Schuster commence une carrière d'entraîneur. Il a entraîné de nombreux clubs, dont notamment Getafe entre 2005 et 2007 qu'il amènera jusqu'en finale de Coupe de Roi lors de la saison 2006-2007. Après avoir éliminé en demi finale le FC Barcelone de Lionel Messi, qui marque un but maradonesque au match aller, Getafe s'incline 1-0 en finale face au FC Séville. En championnat, Getafe finit meilleur défense à égalité avec le FC Barcelone (33 buts encaissés). Sa belle saison avec Getafe permet à Schuster d'être nommé entraineur du prestigieux club du Real Madrid, le 9 juillet 2007. Schuster a été démis de ses fonctions d'entraineur du Real Madrid le 9 décembre 2008 pour insuffisance de résultats, en empochant au passage une indemnité de 4.5 millions d'euros.
Il signe un contrat de 2 ans le 16 juin 2010 avec le club turc de Beşiktaş JK et sera payé 2 600 000 d'euros par an,.
En mars 2011, à la suite des mauvais résultats de Beşiktaş, il démissionne de son poste d'entraîneur.
Il entraîne Málaga CF lors de la saison 2013-2014. Le 20 mars 2018, il est nommé entraîneur du Dalian Yifang en Chine.
En septembre 2015, il refuse le poste de sélectionneur de la Grèce. 
- 1997-1998 :  SC Fortuna Cologne
- 1998-1999 :  FC Cologne
- 2000-2001 :  FC Barcelone (conseiller technique)
- 2001-2003 :  Xerez Club Deportivo
- 2003-2004 :  Chakhtar Donetsk
- 2004-2005 :  Levante UD
- 2005-2007 :  Getafe CF
- 2007-2008 :  Real Madrid
- 2010-2011 :  Beşiktaş JK
- 2013-2014 :  Malaga CF[53]
- mars 2018-2019 :  Dalian Yifang FC

## Palmarès

### Joueur

#### En sélection nationale
- Champion d'Europe en 1980 avec l'équipe d'Allemagne

#### En club
- FC Barcelone
  - Coupe des coupes : 1982
  - Champion d'Espagne : 1985
  - Coupe d'Espagne : 1981, 1983, 1988
  - Supercoupe d'Espagne : 1983, 1988
  - Coupe de la ligue d'Espagne : 1983 et 1986

- Real Madrid
  - Champion d'Espagne : 1989 et 1990
  - Coupe d'Espagne : 1989
  - Supercoupe d'Espagne : 1989

- Atletico Madrid
  - Coupe d'Espagne : 1991, 1992

### Entraîneur
- Real Madrid
  - Champion d'Espagne en 2008
  - Supercoupe d'Espagne en 2008
  - Finaliste de la Supercoupe d'Espagne en 2007
  - Trophée Santiago Bernabéu en 2007 et 2008

- Getafe CF.
  - Finaliste de la Coupe d'Espagne en 2007

- Chakhtior Donetsk
  - Coupe d'Ukraine : 2004

### Distinctions personnelles
- Prix Don Balón de meilleur joueur étranger de la Liga : 1985 et 1991.
- Trophée Miguel Muñoz de meilleur entraîneur de la Liga : 2006.
- Ballon d'or : Deuxième en 1980, Troisième en 1981 et 1985

## Statistiques

### En club
Le tableau suivant récapitule les statistiques de Bernd Schuster lors de sa carrière professionnelle en club.
| Saison                | Club                      | Championnat           | Championnat | Championnat | Coupe nationale | Coupe nationale | Coupe de la Ligue | Coupe de la Ligue | Supercoupe | Supercoupe | Compétition(s) continentale(s) | Compétition(s) continentale(s) | Compétition(s) continentale(s) | Supercoupe UEFA | Supercoupe UEFA | Total | Total |
| Saison                | Club                      | Division              | M.          | B.          | M.              | B.              | M.                | B.                | M.         | B.         | Comp.                          | M.                             | B.                             | M.              | B.              | M.    | B.    |
| 1978-1979             | FC Cologne                | Bundesliga            | 24          | 1           | 2               | 0               | -                 | -                 | -          | -          | C1                             | 5                              | 0                              | -               | -               | 31    | 1     |
| 1979-1980             | FC Cologne                | Bundesliga            | 32          | 9           | 8               | 4               | -                 | -                 | -          | -          | -                              | -                              | -                              | -               | -               | 40    | 13    |
| 1980                  | FC Cologne                | Bundesliga            | 5           | 0           | -               | -               | -                 | -                 | -          | -          | -                              | -                              | -                              | -               | -               | 5     | 0     |
| Sous-total            | Sous-total                | Sous-total            | 61          | 10          | 10              | 4               | -                 | -                 | -          | -          | -                              | 5                              | 0                              | -               | -               | 76    | 14    |
| 1980-1981             | FC Barcelone              | Primera División      | 23          | 11          | 4               | 0               | -                 | -                 | -          | -          | -                              | -                              | -                              | -               | -               | 27    | 11    |
| 1981-1982             | FC Barcelone              | Primera División      | 13          | 8           | -               | -               | -                 | -                 | -          | -          | C2                             | 4                              | 2                              | -               | -               | 17    | 10    |
| 1982-1983             | FC Barcelone              | Primera División      | 28          | 7           | 6               | 1               | 6                 | 1                 | -          | -          | C2                             | 5                              | 5                              | 2               | 0               | 47    | 14    |
| 1983-1984             | FC Barcelone              | Primera División      | 22          | 7           | 2               | 1               | 1                 | 1                 | -          | -          | C2                             | 4                              | 1                              | -               | -               | 29    | 10    |
| 1984-1985             | FC Barcelone              | Primera División      | 32          | 11          | 6               | 6               | 1                 | 0                 | -          | -          | C2                             | 2                              | 1                              | -               | -               | 41    | 18    |
| 1985-1986             | FC Barcelone              | Primera División      | 22          | 10          | 4               | 0               | 0                 | 0                 | 1          | 0          | C1                             | 6                              | 1                              | -               | -               | 33    | 11    |
| 1986-1987             | FC Barcelone              | Primera División      | -           | -           | -               | -               | -                 | -                 | -          | -          | -                              | -                              | -                              | -               | -               | 0     | 0     |
| 1987-1988             | FC Barcelone              | Primera División      | 30          | 9           | 7               | 3               | -                 | -                 | -          | -          | C3                             | 8                              | 1                              | -               | -               | 45    | 13    |
| Sous-total            | Sous-total                | Sous-total            | 170         | 63          | 29              | 11              | 8                 | 2                 | 1          | 0          | -                              | 29                             | 11                             | 2               | 0               | 239   | 87    |
| 1988-1989             | Real Madrid               | Primera División      | 33          | 7           | 1               | 0               | -                 | -                 | 2          | 0          | C1                             | 8                              | 0                              | -               | -               | 44    | 7     |
| 1989-1990             | Real Madrid               | Primera División      | 28          | 6           | 1               | 0               | -                 | -                 | -          | -          | C1                             | 2                              | 0                              | -               | -               | 31    | 6     |
| Sous-total            | Sous-total                | Sous-total            | 61          | 13          | 2               | 0               | -                 | -                 | 2          | 0          | -                              | 10                             | 0                              | -               | -               | 75    | 13    |
| 1990-1991             | Atlético de Madrid        | Primera División      | 29          | 4           | 1               | 0               | -                 | -                 | -          | -          | -                              | -                              | -                              | -               | -               | 30    | 4     |
| 1991-1992             | Atlético de Madrid        | Primera División      | 34          | 6           | 1               | 1               | -                 | -                 | -          | -          | C2                             | 6                              | 4                              | -               | -               | 41    | 11    |
| 1992-1993             | Atlético de Madrid        | Primera División      | 22          | 1           | -               | -               | -                 | -                 | -          | -          | C2                             | 6                              | 0                              | -               | -               | 28    | 1     |
| Sous-total            | Sous-total                | Sous-total            | 85          | 11          | 2               | 1               | -                 | -                 | -          | -          | -                              | 12                             | 4                              | -               | -               | 99    | 16    |
| 1993-1994             | Bayer Leverkusen          | Bundesliga            | 28          | 5           | 4               | 0               | -                 | -                 | 1          | 0          | C2                             | 1                              | 1                              | -               | -               | 34    | 6     |
| 1994-1995             | Bayer Leverkusen          | Bundesliga            | 23          | 2           | 2               | 1               | -                 | -                 | -          | -          | C3                             | 9                              | 2                              | -               | -               | 34    | 5     |
| 1995-1996             | Bayer Leverkusen          | Bundesliga            | 8           | 1           | 3               | 0               | -                 | -                 | -          | -          | -                              | -                              | -                              | -               | -               | 11    | 1     |
| Sous-total            | Sous-total                | Sous-total            | 59          | 8           | 9               | 1               | -                 | -                 | 1          | 0          | -                              | 10                             | 3                              | -               | -               | 79    | 12    |
| 1996-1997             | Club Universidad Nacional | Primera División      | 9           | 0           | -               | -               | -                 | -                 | -          | -          | -                              | -                              | -                              | -               | -               | 9     | 0     |
| Sous-total            | Sous-total                | Sous-total            | 9           | 0           | -               | -               | -                 | -                 | -          | -          | -                              | -                              | -                              | -               | -               | 9     | 0     |
| Total sur la carrière | Total sur la carrière     | Total sur la carrière | 445         | 105         | 52              | 17              | 8                 | 2                 | 4          | 0          | -                              | 66                             | 18                             | 2               | 0               | 577   | 142   |

### En sélection
Les tableaux suivants dressent les statistiques de Bernd Schuster en équipe d'Allemagne par année ainsi que la liste de ses 21 sélections,.
| Sélection            | Année | Statistiques | Statistiques |
| Sélection            | Année | Matchs       | Buts         |
| -------------------- | ----- | ------------ | ------------ |
| Allemagne de l'Ouest | 1979  | 5            | 0            |
| Allemagne de l'Ouest | 1980  | 6            | 1            |
| Allemagne de l'Ouest | 1981  | 3            | 2            |
| Allemagne de l'Ouest | 1982  | 1            | 0            |
| Allemagne de l'Ouest | 1983  | 4            | 1            |
| Allemagne de l'Ouest | 1984  | 2            | 0            |
| Total                | Total | 21           | 4            |

## Revenus
En 1994, selon l'hebdomadaire Sport-Bild, il est avec Andreas Möller le footballeur le mieux payé d'Allemagne avec un salaire annuel de 3 millions de Deutsche Mark (10,3 MF environ).